# Charles Steggall
Charles Steggall (Londres, 3 de juny de 1826 - 7 de juny de 1905) fou un compositor i organista anglès, pare del també músic Reginald.
Fou deixeble de Bennet en la Reial Acadèmia; el 1847 aconseguí el nomenament d'organista de Maida Vale; el 1851 el de professor de la Reial Acadèmia; el 1881 organista de l'església de Crist, i el 1894 de la Lincoln's Inn Chapel. En aquests centres tingué entre d'altres alumnes a Alexander James Phipps, i Jacob Bradford.
Compositor de mèrit i organista distingit, deixà himnes antífones, serveis complets i altres obres religioses. A més, publicà: Church Psalmody (1848) i Hymns ancient and modern (1889).